# Kat (együttes)
A Kat egy lengyel heavy metal zenekar. Hazájukban kultikus státusznak örvendenek, de már vádolták őket azzal a gyanúval, hogy sátánisták.
Az együttes tagjai Piotr Luczyk (gitár), Mariusz Pretkiewicz (dob), Henry Beck (ének) és Adam Jasinski (basszusgitár).

## Története
A KAT 1979-ben alakult meg Katowice-ben. Nevük hóhért jelent. Eredetileg instrumentális (hangszeres) zenét játszottak, amelyet a Deep Purple, a Led Zeppelin és a Black Sabbath ihletett. A Kat-ot Luczyk és Ireneusz Loth alapították, utóbbi az évek alatt kiszállt a zenekarból. 1981-ben felvettek egy énekest, Roman Kostrzewskit. 1986-ban jelent meg a KAT bemutatkozó nagylemeze, angol és lengyel nyelven is (angolul Metal and Hell volt a cím, lengyelül pedig 666). Nem sokkal az album kiadása után Wojciech Mrowiec gitáros elhagyta a zenekart. 1987-ben már koncerteztek is, a Metallica előzenekaraként tevékenykedtek. A Running Wild-dal, a Helloween-nel és az Overkillel is turnéztak. A második stúdióalbum megjelentetése után a Kat feloszlott. 1990-ben azonban újraalakultak és a TSA-val és az Acid Drinkers-szel együtt indultak koncertezni. 1992-ben megjelent a Kat harmadik stúdióalbuma. A negyedik, 1994-es nagylemezükön a korábbi albumaikról származó dalokat válogatták össze. 1996-ban és 1997-ben is piacra dobtak egy új stúdióalbumot. 1999-ben megint feloszlottak, mert Jacek Regulski gitáros elhunyt. A 2004-es 2005-ös év változásokat hozott a zenekar felállásában. Ireneusz Loth dobos ki lett rúgva a Kat-ból, nem sokkal utána Roman Kostrzewski is "lapátra került". Helyükre Mariusz Pretkiewicz és Jaroslaw Gronowski kerültek, és Henry Beck lett az új énekes, Roman helyett. Roman azóta folytatja zenei karrierjét. Új együttest hozott létre, Kat and Roman Kostrzewski néven, amelyet ő és Ireneusz Loth alapítottak. 2005-ben megjelent a zenekar második angol nyelvű nagylemeze (az első a Metal and Hell volt). A zenekar azóta is működik a mai napig.

## Diszkográfia

### Stúdióalbumok
- Metal And Hell/666 (1986)
- Oddech wymarlych swiatów (1988)
- Bastard (1992)
- Ballady (1994)
- Róze milosci najchetniej przyjmuja sie na grobach (1996)
- Szydercze zwierciadlo (1997)
- Mind Cannibals (2005)
- Without Looking Back (2019)[1]
- The Last Convoy (2020)